# جوالدوزک شمالی
جوالدوزک شمالی (نام علمی: Catalpa speciosa) نام یک گونه از سرده جوالدوزک است.